# 消費者間取引
消費者間取引（英: customer to customer, C2C）は、顧客が互いに対話できる革新的な方法を提供する。従来の市場では、顧客が企業から製品やサービスを購入するという企業対顧客の関係が必要であった。顧客対顧客市場では、企業は顧客が互いに商品やサービスを販売できる環境を促進する。 
他の種類の市場には、企業間取引（B2B）や企業対消費者間取引（B2C）がある。 

## 消費者間電子商取引
消費者間電子商取引は、第三者を介した消費者間の電子的に促進された取引である。一般的な例は、消費者が売り物を投稿し、他の消費者がそれを購入するために入札するオンラインオークションである。サードパーティは通常、定額料金または手数料を請求する。これらのサイトは単なる仲介者であり、消費者に合わせて提供される。電子商取引サイトは提供されている製品の品質をチェックする必要はない。

## 消費者間マーケティング
消費者間マーケティングは、消費者が製品やサービスの価値をブランド支持者として他の消費者と共有、宣伝することである。伝統的な形式は口コミであるが、インターネットが発達した環境では、ソーシャルメディアなどのデジタル媒体を通じて消費者間同士でつながることが可能である。 